# Kinh tế Ả Rập Xê Út
Ả Rập Xê Út có nền kinh tế phụ thuộc vào dầu lửa, chính phủ điều hành hầu hết các hoạt động kinh tế lớn. Ả Rập Xê Út sở hữu 25% tổng trữ lượng dầu của thế giới, là nước xuất khẩu dầu lửa lớn nhất, dẫn đầu trong khối OPEC.
Ngành khai thác, sản xuất dầu mỏ đóng góp khoảng 75% thu ngân sách, tới 45% GDP, 90% thu nhập từ xuất khẩu. Khu vực tư nhân đóng góp khoảng 40% GDP. Có 5,5 triệu công nhân nước ngoài làm việc tại Ả Rập Xê Út; lực lượng này đóng một vai trò quan trọng trong nền kinh tế của đất nước. Chính phủ đang khuyến khích phát triển khu vực kinh tế tư nhân để giảm bớt sự phụ thuộc vào dầu lửa và tăng cơ hội việc làm cho dân số đang tăng. Chính phủ đã bắt đầu cho phép khu vực kinh tế tư nhân và đầu tư nước ngoài tham gia vào ngành điện lực và viễn thông.

## Xu hướng kinh tế vĩ mô
Dưới đây là biểu đồ xu hướng tổng sản phẩm quốc nội của Ả Rập Xê Út theo giá thị trường được ước tính bởi Quỹ tiền tệ quốc tế, đơn vị tính là triệu Riyal.
| Năm  | Tổng sản phẩm quốc nội | Tỷ giá với USD | Chỉ số lạm phát (năm 2000=100) |
| ---- | ---------------------- | -------------- | ------------------------------ |
| 1980 | 546.602                | 3,32 riyal     | 95                             |
| 1985 | 376.318                | 3,62 riyal     | 92                             |
| 1990 | 437.334                | 3,74 riyal     | 91                             |
| 1995 | 533.504                | 3,74 riyal     | 101                            |
| 2000 | 706.657                | 3,74 riyal     | 100                            |
| 2005 | 1.152.600              | 3,74 riyal     | 100                            |

Để tính theo sức mua tương đương, 1 USD = 3,41 Riyals.